# Masaji Iguro
Pour les articles homonymes, voir Iguro.
Masaji Iguro est un sauteur à ski japonais, né le 14 mai 1913 et mort le 4 octobre 2000.

## Palmarès

### Jeux olympiques d'hiver
| Épreuve / Édition | Garmisch-Partenkirchen 1936 |
| Individuel        | 7e                          |